# Umarell

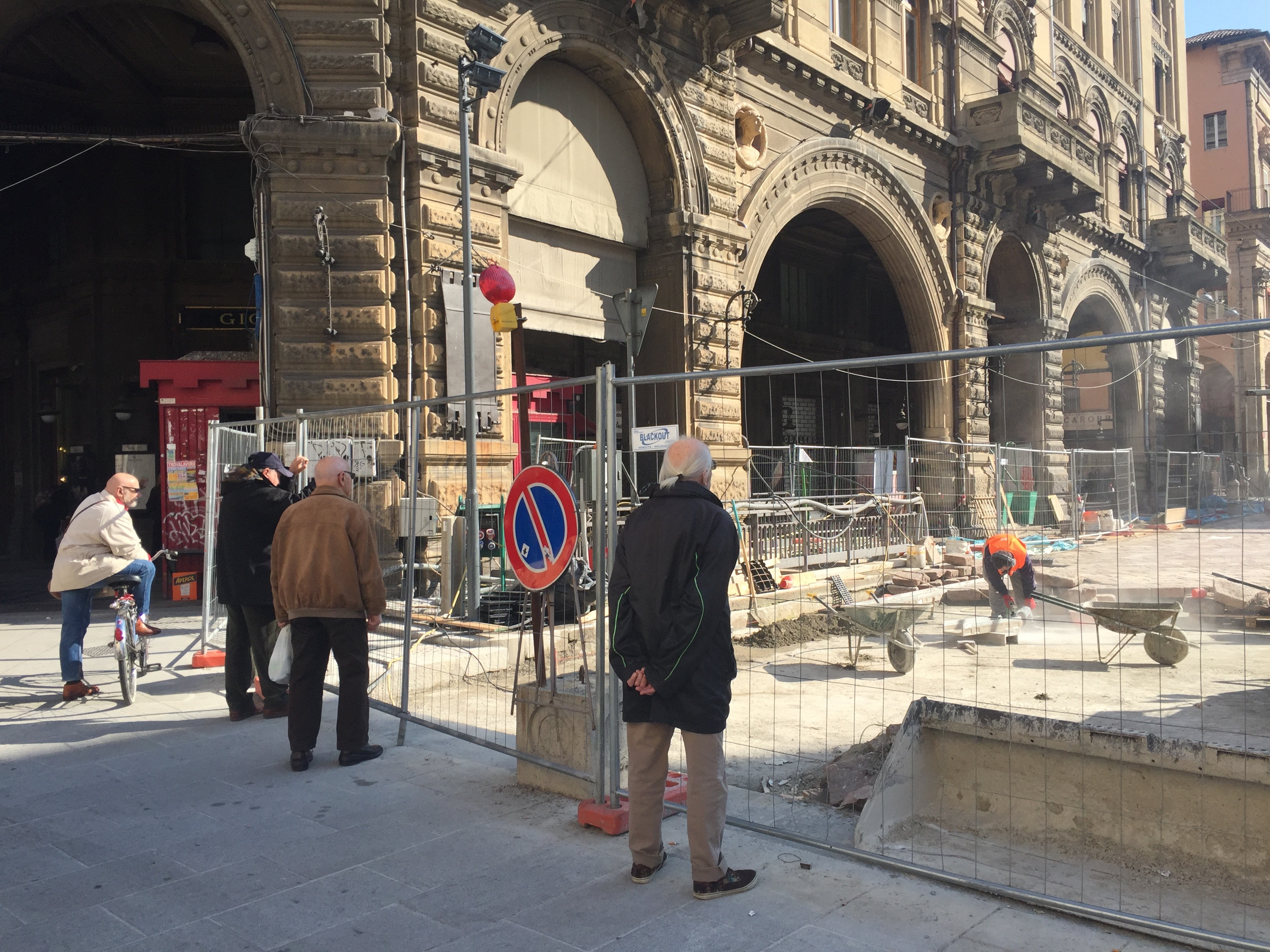
Umarellové pozorující pokládání nové dlažby na rohu Palazzo Re Enzo a Via Rizzoli, Bologna (2016)

Umarell (moderní varianta slova umarèl v boloňském dialektu italštiny) je lidový termín pocházející z Bologni, který označuje muže v důchodovém věku, kteří tráví čas sledováním stavenišť, zejména prací na silnici – typicky stojí s rukama sepnutými za zády a pracujícím poskytují nevyžádané rady. Doslovný význam termínu je „malý muž“ (také umarèin), přičemž v praktické aplikaci je termín často převeden do plurálu přidáním -ls (vliv angličtiny). Používání tohoto termínu se postupně rozšiřuje do dalších částí Itálie, někdy ve spojení s termínem zdaura (nebo żdåura), který označuje umarellovu manželku. S výše popsaným významem byl tento pojem údajně vytvořen v roce 2005 spisovatelem Danilo Masottim, který úmyslně zkreslil původní slovo používané v boloňském dialektu. Masotti následně napsal dvě knihy a vytvořil přidružený úspěšný blog.

## Příklady použití
V roce 2015 město Riccione, ležící přibližně 130 km jihovýchodně od Bologny, vyčlenilo 11000 Euro na vyplacení odměny umarellům za dohled nad pracovišti ve městě - primárně šlo o počítání nákladních vozidel vjíždějících dovnitř a vyjíždějících ven, aby bylo zajištěno, zda reálné objemy materiálů odpovídají objednávkám. Současně měli za úkol dohlížet na staveniště ve chvílích, kdy zůstávalo bez dozoru. Město San Lazzaro di Savena, nacházející se 6 km jihovýchodně od Bologny udělilo cenu „Umarell roku“ místnímu obyvateli, panu Franco Boninimu.
V červenci 2017 schválila poradní komise městského úřadu v Boloni pojmenování náměstí na východ od centra města v okrese Cirenaica Piazzetta degli Umarells jako uznání místního významu konceptu a termínu – s úmyslnou ironií již v době, kdy náměstí bylo v teprve ve výstavbě. V dubnu 2018 slavnostně náměstí otevřel městský radní Matteo Lepore, okresní prezident Simone Borsari, „pán umarelů “ Franco Bonini, stand-up komik Maurizio Pagliari (známý jako Duilio Pizzocchi) a spisovatel Danilo Masotti. V říjnu 2019 byla cedule s názvem náměstí odcizena. V dubnu 2020 věnoval komiksový časopis Topolino epizodu umarellovi Gerindo Persichettimu.